# Словосочетание
Словосочета́ние — соединение двух или более самостоятельных слов, связанных по смыслу и грамматически, служащее для отдельного обозначения понятийной единицы (предмета, качества, действия и другого).
Словосочетание рассматривается как единица синтаксиса, которая выполняет коммуникативную функцию (входит в речь) только в составе предложения. Общепризнанно, что к словосочетаниям относятся соединения знаменательных (имеющих самостоятельное смысловое значение) слов на основе подчинительной связи (связи главного и зависимого членов). Некоторые исследователи признают также широкое понимание словосочетания: сочинительные словосочетания — сочетания однородных членов предложения, а также предикативные словосочетания — подлежащее и сказуемое.

## Типы связи слов в словосочетании
Предикативная связь является связью между членами грамматической основы в предложении.
В подчинительном словосочетании одно слово главное, а другое — зависимое (к нему можно задать вопрос от главного слова). Существует три типа связи между словами в словосочетании:
- Согласование — вид связи, при котором зависимое слово согласуется с главным в роде, числе, падеже. Главное слово всегда существительное; зависимое может являться: прилагательным, причастием, местоимением или числительным.

Примеры: красивая шляпка, об интересном рассказе, под тем же названием, восьмой класс.
- Управление — вид подчинительной связи, где зависимое слово находится в форме косвенного падежа.

Примеры: ненависть к врагу, крутить головой, любовь к Родине.
- Примыкание — вид связи, при котором зависимость слова выражается лексически, порядком слов и интонацией, без применения служебных слов или морфологического изменения. Образуется наречиями, инфинитивами и деепричастиями, а также притяжательными местоимениями 3 лица, простой формой сравнительной степени прилагательного или наречия.

Примеры: петь красиво, лежать спокойно, очень устал, шёл не спеша, мальчик постарше.

## Классификация словосочетаний по главному слову
По морфологическим свойствам главного слова словосочетания классифицируются следующим образом:
1. Глагольные (с глаголом в роли главного слова)
 Примеры: составить план, стоять у доски, просить зайти, читать про себя.
2. Именные
  1. Субстантивные (с существительным в роли главного слова) 
 Примеры: план сочинения, поездка по городу, третий класс, яйца в холодильнике
  2. Адъективные (с прилагательным в роли главного слова) 
 Примеры: достойный награды, готовый на подвиг, весьма старательный, готовый помочь.
  3. Количественные (с именем числительным в роли главного слова) 
 Примеры: два карандаша, второй из претендентов.
  4. Местоименные (с местоимением в роли главного слова) 
 Примеры: кто-то из учеников, нечто новое.
3. Наречные (с наречием в роли главного слова)
 Примеры: крайне важно, вдали от дороги.

## Классификация словосочетаний по вопросу
1. Определительные — словосочетания, которые обозначают предмет и его признак. Примеры: глубокая река, весёлое настроение, лесные цветы.
2. Объектные — называют предметы, действия, признаки и т. д., но более точно, более конкретно, чем слова: читать — читать вслух, ручка — шариковая ручка, быстро — очень быстро.
3. Обстоятельственные — указывают на действие и его признак. Примеры: хорошо выспаться, говорить тихо, высоко подпрыгнуть.

## Классификация словосочетаний по составу (по структуре)
- Простые словосочетания, как правило, состоят из двух знаменательных слов.

Примеры: новый дом, седоволосый человек.
- Сложные словосочетания образуются на основе простых словосочетаний.

Примеры: весёлые прогулки по вечерам, отдыхать летом на юге.
Академическая классификация словосочетаний по составу — более сложна. Помимо простых и сложных словосочетаний, выделяют также: комбинированные. Основным критерием этой классификации является способ связи слов в составе словосочетания. Комбинированными называют словосочетания, образованные разными видами связи, исходящими от разных стержневых слов. Например, в словосочетании «увлечённо читать интересную книгу» можно выделить следующие пары стержневых и зависимых слов: «увлечённо читать», «читать книгу», «интересную книгу».

## Классификация словосочетаний по степени слитности компонентов
По степени слитности компонентов выделяются словосочетания:
- синтаксически свободные

Пример: высокий дом.
- синтаксически (или фразеологически) несвободные, образующие неразложимое синтаксическое единство и выступающие в предложении в роли одного члена:

Примеры: три сестры, анютины глазки.

## Не являются словосочетаниями
В узком понимании, принятом в большинстве учебников и академической грамматике, к словосочетаниям не относятся такие сочетания, у которых связь не подчинительная, одно из слов не является знаменательным или связь возникает только в определённой позиции в предложении у определённой формы, например:
1. Подлежащее и сказуемое (предикативная основа предложения), например, дождь идёт.
2. Страдательная или безличная форма глагола с субъектом в творительном падеже. Например, предложено учёными
3. Сочетание однородных членов предложения, например, быстрый и ловкий
4. Формы будущего времени, повелительного наклонения, степени сравнения, например, буду работать, более крупный
5. Сочетание слова и относящегося к нему обособленного члена предложения, например, иду, ускоряясь
6. Сочетание служебного и знаменательного слова, например, существительное с предлогом: перед сном
7. Сочетания глаголов в одной и той же форме
8. фразеологизмы, например, ни рыба ни мясо

## Синтаксическая характеристика словосочетания

### Последовательность синтаксической характеристики словосочетания
1. вычленить словосочетание из предложения;
2. указать главный член словосочетания и определить тип по отнесённости главного члена к части речи;
3. определить тип по структуре;
4. указать вид подчинительной связи и
5. синтаксические отношения между компонентами.

### Образец синтаксической характеристики словосочетания
Жёлтый огонь керосиновой лампы освещал деревянный стол, изрезанный ножом (К. Паустовский).
1. Жёлтый огонь керосиновой лампы: 
1) (жёлтый) огонь (керосиновой) лампы; 
2) именное; главный член — имя существительное огонь; 
3) сложное (состоит из двух простых, так как распространены оба члена): жёлтый огонь и керосиновой лампы; 
4) вид подчинительной связи — беспредложное управление: огонь (какой?) лампы; 
5) синтаксические отношения — определительные.
2. Освещал деревянный стол:
1) освещал (деревянный) стол;
2) глагольное; главный член — глагол освещал;
3) сложное: распространён зависимый компонент;
4) вид подчинительной связи — управление: освещал (что?) стол;
5) синтаксические отношения — объектные.
3. Стол, изрезанный ножом: 
1) стол (какой?) изрезанный ножом; 
2) именное; главный член — имя существительное стол;
3) сложное: распространён зависимый член изрезанный ножом;
4) вид подчинительной связи — согласование; 
5) синтаксические отношения — определительные.
4. Изрезанный ножом: 
1) изрезанный (чем?) ножом;
2) глагольное: главное слово — причастие от глагола изрезать;
3) простое;
4) вид подчинительной связи — беспредложное управление;
5) синтаксические отношения объектные (зависимый творительный падеж со значением ‘орудие действия’).